# Paulo Scott
Paulo Scott (* 8. Dezember 1966 in Porto Alegre, Bundesstaat Rio Grande do Sul, Brasilien) ist ein brasilianischer Schriftsteller.

## Leben
Scott studierte an der Juristischen Fakultät der Pontifícia Universidade Católica do Rio Grande do Sul. Seine Studien schloss er an der Bundesuniversität von Rio Grande do Sul ab und ging dann 2008 nach Rio de Janeiro. Seit diesem Jahr widmet er sich ganz dem Schreiben.
Scotts erstes Werk schrieb er 2001 noch unter dem Pseudonym Elrodris. In der Folgezeit wurden seine Werke preisgekrönt und verfilmt. 2013 war er Teilnehmer an der Festa Literária Internacional de Paraty. Im gleichen Jahr wurde er zur Buchmesse in Frankfurt am Main als einer der 70 Schriftsteller seines Landes eingeladen.

## Auszeichnungen und Preise
- 2005: Premio Autor Revelação do Ano de 2005 für Voláteis.
- 2010: Bolsa Petrobrás da Criação Literária für Habitante irreal (Vorschlagsliste).
- 2012: Finalist für den Prêmio da Fundação Biblioteca Nacional für denselben Roman.

## Veröffentlichungen
Romane
- 2013: Ithaca Road. Editora Companhia das Letras.
- 2013: deutsch: Unwirkliche Bewohner. Übersetzt von Marianne Gareis. Wagenbach, Berlin, ISBN 978-3-8031-3250-5.
- 2011: Habitante irreal. Editora Alfaguara, Rio de Janeiro, Brasilien, ISBN 978-85-7962-107-9.
- 2005: Voláteis. Editora Objetiva. Rio de Janeiro, Brasilien.

Erzählungen
- 2003: Ainda orangotangos. Livros do Mal; Neuauflage 2007: Editora Bertrand Brasil. Verfilmt von Gustavo Spolidoro 2008.

Dichtungen
- 2014: Mesmo sem dinheiro comprei um esqueite novo. Editora Companhia das Letras, São Paulo, ISBN 978-85-359-2469-5.
- 2011: in Zusammenarbeit mit dem Cartoonisten Laerte Coutinho: O monstro e o minotauro. Editora Dulcinéia Catadora.
- 2006: O timidez do monstro. Editora Objetiva, Rio de Janeiro, Brasilien.
- 2006: Senhor escuridão. Editora Bertrand Brasil, Reihe Editorial Record.
- 2001: Pseudonym Elrodis: Histórias curtas para domesticar as paixões dos anjos e atenuar os sofrimentos dos monstros. Editora Sulina.

Theater
- 2006: Crucial dois um